# 금포로 (서울 김포)
금포로(Geumpo-ro)는 서울특별시 강서구 개화동에서 경기도 김포시 하성면 봉성리까지 연결하는 서울특별시도 및 김포시도로, 총 연장은 18.495 km이다. 도로의 명칭이 유래된 것은 주 도로의 위치인 김포의 옛 지명을 인용하였기 때문이다. 그리고 전 구간에 걸쳐 국가지원지방도 제78호선의 일부를 이룬다.

## 역사
- 2009년 7월 10일 : 도로명으로 금포로를 고시

## 주요 경유지
- 서울특별시
  - 강서구 (개화동)
- 김포시
  - 고촌읍 (전호리 - 신곡리 - 풍곡리 - 향산리) - 걸포동 - 운양동 - 양촌읍 (누산리) - 하성면 (봉성리 - 전류리)

## 접촉하는 도로
- 개화동로 (국가지원지방도 제78호선)
- 벌말로 (국도 제39호선, 국가지원지방도 제78호선)
- 아라육로
- 김포한강로
- 김포한강11로
- 김포한강6로
- 봉성로
- 월하로 (국가지원지방도 제78호선)

## 주요 건물 및 시설
- 부강농장 (금포로 355/신곡리 85-4)
- 김포시재활용수집소 (금포로 1119/걸포동 1-3)
- 강변탑스빌 (금포로 1905/전류리 67-6)

## 특이 사항
김포와 서울을 잇는 주요 연결 도로 중에서 김포대로, 김포한강로와 함께 3대 연결 도로 노선 중의 하나로, 김포대로나 김포한강로와 달리 인지도가 매우 낮은 도로이다.